# Kiss István (kémikus)
Kiss István (Seregélyes, 1923. augusztus 17. – Budapest, 2012. november 23.) Kossuth-díjas kémikus, a kémia tudományok doktora. 2003-ban Seregélyes nagyközség díszpolgári címet adományozott neki.

## Életútja
Békéscsabán járt gimnáziumba, majd 1945-től a Szegedi Tudományegyetem Természettudományi Karának hallgatója volt, egy ideig a budapesti tudományegyetem tanult, majd 1949-ben kapott vegyészi oklevelét a Szegedi Tudományegyetemen. A következő egy év során a szegedi egyetem szerves kémiai tanszékén működött mint tanársegéd, majd 1950-től aspiráns volt a leningrádi egyetem fizikai kémiai tanszékén.
1954-ben védte meg kandidátusi disszertációját, amelyet a háromkomponensű rendszerek folyadék-gőz egyensúlyáról írt. Ezután egy esztendeig dolgozott az MTA Központi Kémiai Kutató Intézetében mint tudományos munkatárs. Utána a Központi Fizikai Kutató Intézetnél tevékenykedett, ahol kinevezték a Kémiai Főosztály vezetőjének és ahol izotóp effektusok vizsgálatával, radioaktív izotópok előállításával és reaktortechnikával kapcsolatos sugárkémiai kutatásokkal foglalkozott. 1959-től előadta a Magkémia c. kollégiumot az ELTE fizikai kémiai tanszékén, 1967-től a kémiai tudományok doktora.
1966 és 1971 között a Nemzetközi Atomenergia Ügynökség (International Atomic Energy Agency, IAEA) bécsi központjában dolgozott, ugyanitt 1978 és 1984 között osztályvezető volt. 1973-tól 1978-ig tudományos elnökhelyettese, valamint elnöke volt az Országos Mérésügyi Hivatalnak.

## Munkássága
Hét szabadalma volt, valamint több mint száz tudományos közleménye jelent meg. Hazai és külföldi nemzetközi konferenciákon is tartott előadásokat. Publikációit, előadásait és ismeretterjesztő szakcikkeit magyar, angol, német és orosz nyelven is kiadta illetve megtartotta. A mesterséges radioaktív izotópok előállításával kapcsolatos kutatásai és az izotópok termelésének gyakorlati megvalósítása terén elért eredményei elismeréseként kapta meg a Kossuth-díjat.